# Suaux
Suaux (Suaus en occitan) est une commune française, située dans le département de la Charente (région Nouvelle-Aquitaine).

## Géographie

### Localisation et accès
Suaux est une commune située au nord-est de la Charente aux portes de la Charente limousine. Elle est située sur la route nationale 141 de Saintes à Limoges par Angoulême et elle est à 35 km au nord-est d'Angoulême.
Elle est aussi située à 6 km au nord-est de Chasseneuil et 7 km au sud-ouest de Roumazières-Loubert sur cette même route, et fait partie du canton de Saint-Claud, dont elle est distante de 6 km du chef-lieu. Le bourg de Suaux est aussi à 9 km au nord-ouest de Montembœuf, 16 km au nord-est de La Rochefoucauld et 22 km au sud-ouest de Confolens.
La commune est aussi traversée par la D 60 qui va de La Rochefoucauld à Chantrezac en direction de Confolens, qui traverse la N 141 au bourg, et la D 365 qui va du bourg vers Lussac.
La voie ferrée Angoulême-Limoges passe aussi dans la commune, mais elle n'y a aucun arrêt. La gare la plus proche est celle de Chasseneuil ou de Roumazières, desservie par des TER à destination d'Angoulême et de Limoges.

### Hameaux et lieux-dits
La commune comporte de nombreux hameaux, le plus souvent au sud du bourg ; le Pouyalet, situé sur la N 141 en direction de Fontafie fait exception. On peut citer : la Saille, le Masfoubert, la Quérillère, Brassac, la Messandière, Lage, Montpioux, etc.

### Communes limitrophes
| Lussac               | Nieuil            |                          |
| Chasseneuil          | Suaux             | Terres-de-Haute-Charente |
| Vitrac-Saint-Vincent | Cherves-Châtelars |                          |

### Géologie et relief
La commune est en bordure du Bassin aquitain et appartient encore à la partie calcaire de la Charente. La commune occupe un plateau recouvert par un dépôt tertiaire d'argile rouge à silex en provenance du Massif central tout proche, et on peut voir les assises datant du Jurassique inférieur dans la vallée de la Bonnieure ou son affluent qu'emprunte la voie ferrée,,.
Le relief est celui d'un plateau assez élevé, d'altitude moyenne 180 m, légèrement incliné vers l'ouest. La Bonnieure a creusé une vallée dont le fond est à 120 m.
Le point culminant d'altitude 212 m est à l'est de la commune en limite avec Genouillac.

### Hydrographie

#### Réseau hydrographique

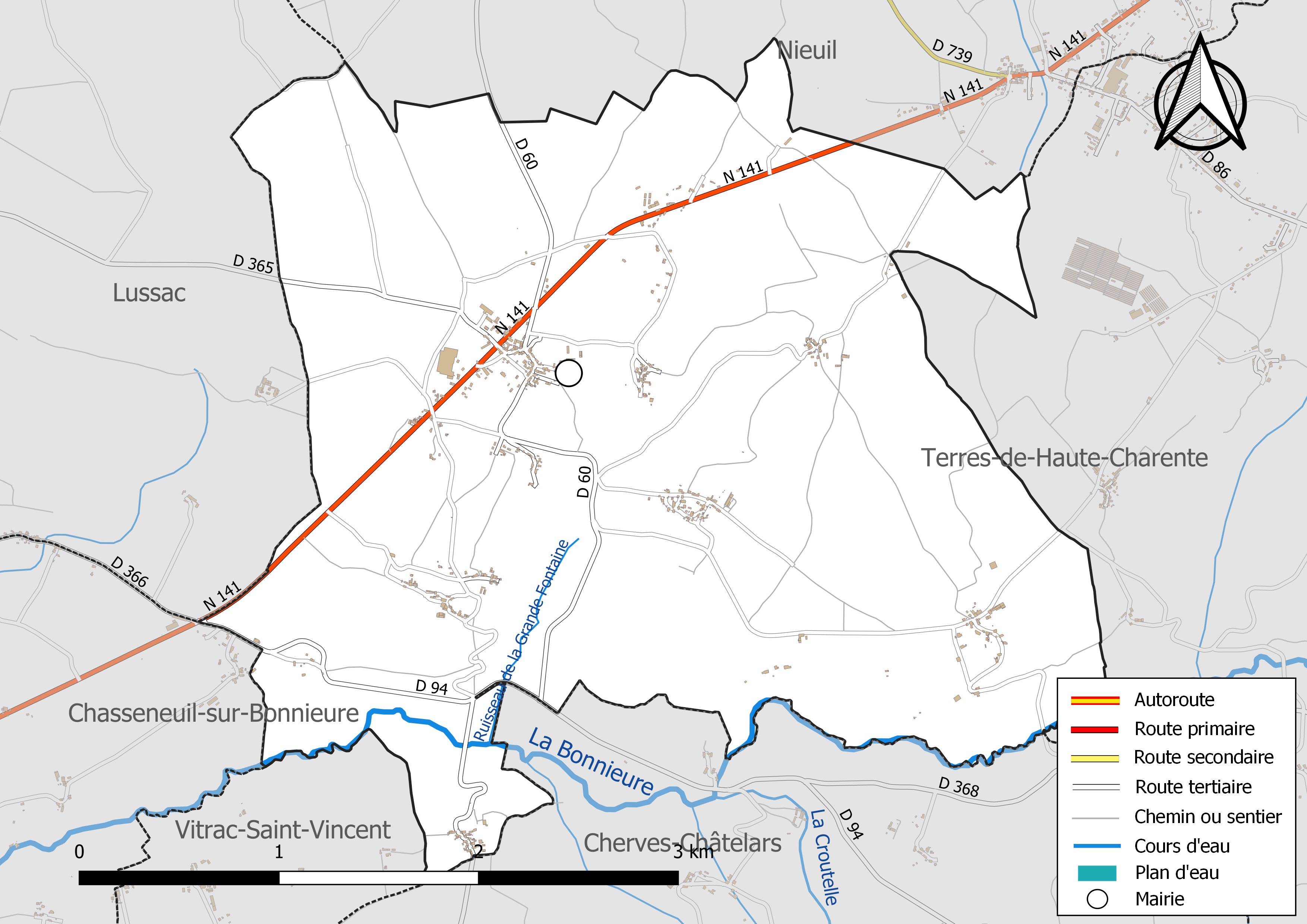
Réseaux hydrographique et routier de Suaux.

La commune est située dans le bassin versant de la Charente au sein du Bassin Adour-Garonne. Elle est drainée par la Bonnieure et le ruisseau de la Grande Fontaine, qui constituent un réseau hydrographique de 3 km de longueur totale,.
La commune est coupée au sud par la Bonnieure, affluent de la Charente près de Mansle, qui coule d'est en ouest. Elle prend sa source près de Roumazières, passe à Genouillac avant de traverser la commune, puis se dirige vers Chasseneuil.
Elle reçoit sur sa rive droite la Grande Fontaine, ruisseau temporaire qui prend sa source à la Messandière et qui a creusé une vallée aussi profonde, dans laquelle passe la voie ferrée pour quitter en douceur la vallée de la Bonnieure en direction de Limoges.
Pas d'autre cours d'eau n'est à signaler dans la commune, à cause du sous-sol calcaire. Le sol argileux permet cependant quelques petites retenues d'eau et fontaines localisées surtout en flancs de vallées.

#### Gestion des eaux
Le territoire communal est couvert par le schéma d'aménagement et de gestion des eaux (SAGE) « Charente ». Ce document de planification, dont le territoire correspond au bassin de la Charente, d'une superficie de 9 300 km2, a été approuvé le 19 novembre 2019. La structure porteuse de l'élaboration et de la mise en œuvre est l'établissement public territorial de bassin Charente. Il définit sur son territoire les objectifs généraux d’utilisation, de mise en valeur et de protection quantitative et qualitative des ressources en eau superficielle et souterraine, en respect des objectifs de qualité définis dans le troisième SDAGE  du Bassin Adour-Garonne qui couvre la période 2022-2027, approuvé le 10 mars 2022.

### Climat
Le climat est océanique aquitain, légèrement dégradé; les hivers étant plus frais et les précipitations plus nombreuses dans la partie nord-est de la Charente que dans le reste du département.

## Urbanisme

### Typologie
Au 1er janvier 2024, Suaux est catégorisée commune rurale à habitat dispersé, selon la nouvelle grille communale de densité à 7 niveaux définie par l'Insee en 2022.
Elle est située hors unité urbaine et hors attraction des villes,.

### Occupation des sols
L'occupation des sols de la commune, telle qu'elle ressort de la base de données européenne d’occupation biophysique des sols Corine Land Cover (CLC), est marquée par l'importance des territoires agricoles (72,8 % en 2018), une proportion sensiblement équivalente à celle de 1990 (72,6 %). La répartition détaillée en 2018 est la suivante : 
prairies (29,6 %), zones agricoles hétérogènes (29,3 %), forêts (24,1 %), terres arables (13,9 %), zones urbanisées (3,1 %). L'évolution de l’occupation des sols de la commune et de ses infrastructures peut être observée sur les différentes représentations cartographiques du territoire : la carte de Cassini (XVIIIe siècle), la carte d'état-major (1820-1866) et les cartes ou photos aériennes de l'IGN pour la période actuelle (1950 à aujourd'hui).

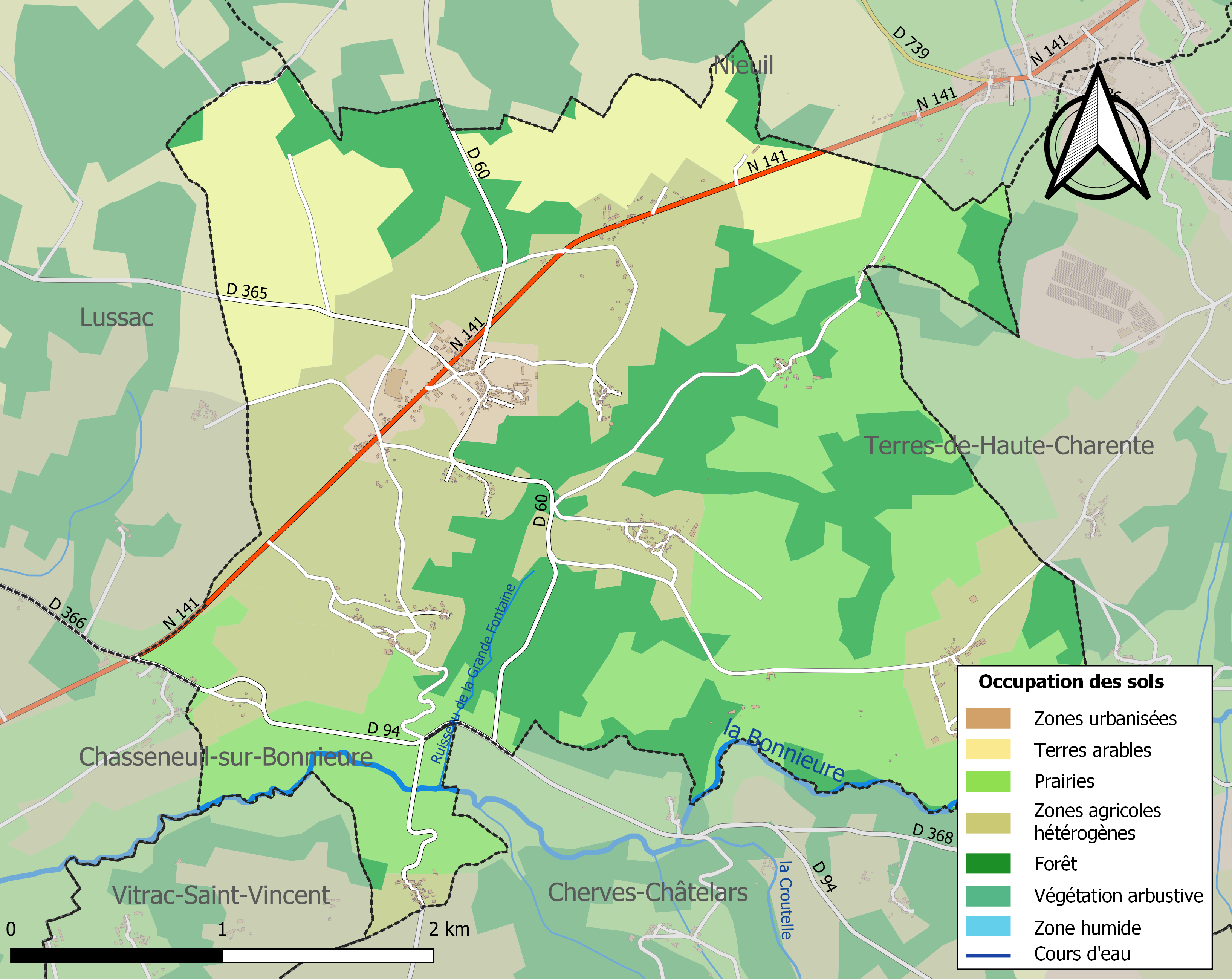
Carte des infrastructures et de l'occupation des sols de la commune en 2018 (CLC).

### Risques majeurs
Le territoire de la commune de Suaux est vulnérable à différents aléas naturels : météorologiques (tempête, orage, neige, grand froid, canicule ou sécheresse), mouvements de terrains et séisme (sismicité faible). Il est également exposé à un risque technologique, le transport de matières dangereuses. Un site publié par le BRGM permet d'évaluer simplement et rapidement les risques d'un bien localisé soit par son adresse soit par le numéro de sa parcelle.

#### Risques naturels

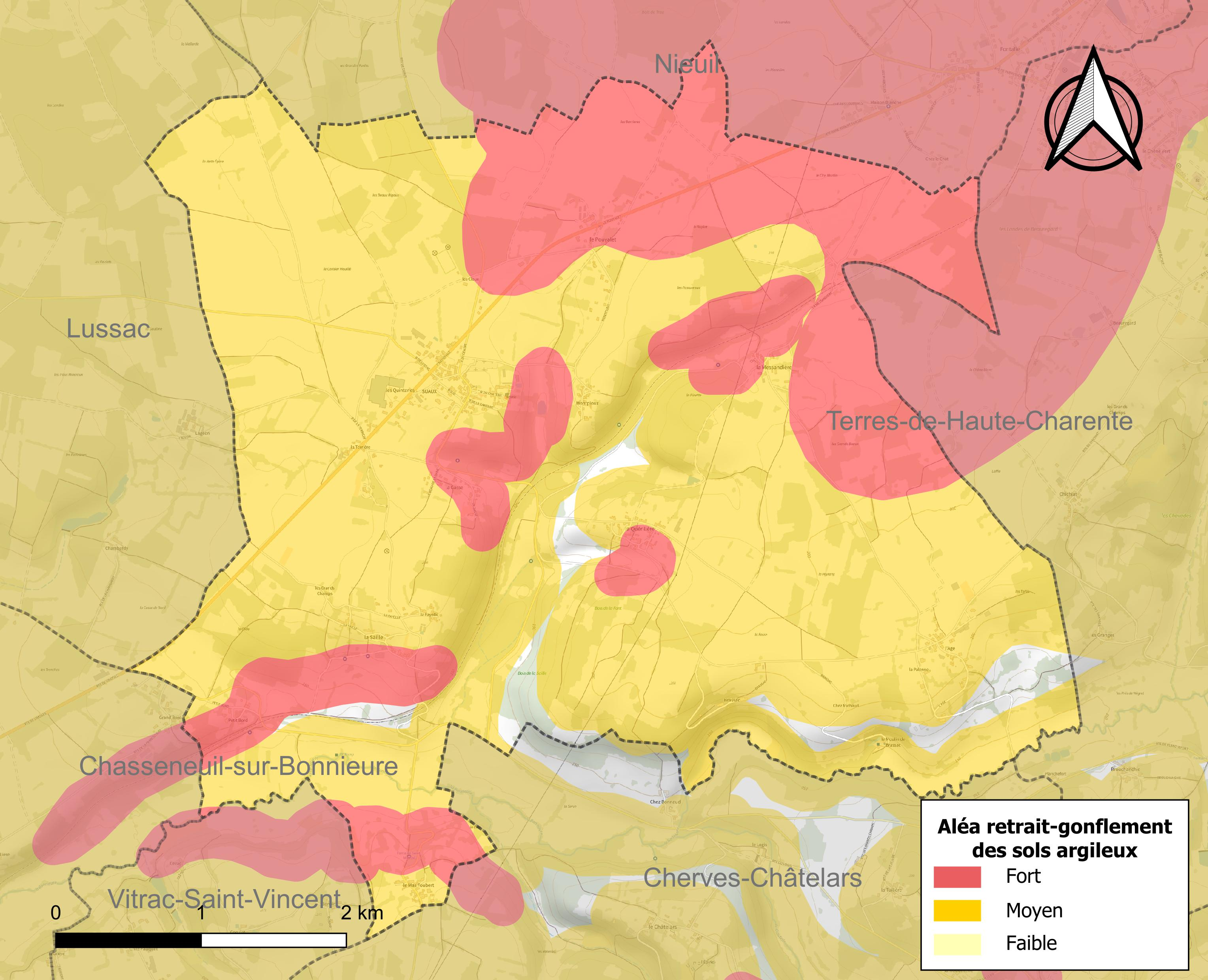
Carte des zones d'aléa retrait-gonflement des sols argileux de Suaux.

Les mouvements de terrains susceptibles de se produire sur la commune sont des affaissements et effondrements liés aux cavités souterraines (hors mines). Par ailleurs, afin de mieux appréhender le risque d’affaissement de terrain, l'inventaire national des cavités souterraines permet de localiser celles situées sur la commune.
Le retrait-gonflement des sols argileux est susceptible d'engendrer des dommages importants aux bâtiments en cas d’alternance de périodes de sécheresse et de pluie. 96,5 % de la superficie communale est en aléa moyen ou fort (67,4 % au niveau départemental et 48,5 % au niveau national). Sur les 236 bâtiments dénombrés sur la commune en 2019, 236 sont en aléa moyen ou fort, soit 100 %, à comparer aux 81 % au niveau départemental et 54 % au niveau national. Une cartographie de l'exposition du territoire national au retrait gonflement des sols argileux est disponible sur le site du BRGM,.
Par ailleurs, afin de mieux appréhender le risque d’affaissement de terrain, l'inventaire national des cavités souterraines permet de localiser celles situées sur la commune.
La commune a été reconnue en état de catastrophe naturelle au titre des dommages causés par les inondations et coulées de boue survenues en 1982, 1983, 1999 et 2009. Concernant les mouvements de terrains, la commune a été reconnue en état de catastrophe naturelle au titre des dommages causés par des mouvements de terrain en 1999.

#### Risques technologiques
Le risque de transport de matières dangereuses sur la commune est lié à sa traversée par une ou des infrastructures routières ou ferroviaires importantes ou la présence d'une canalisation de transport d'hydrocarbures. Un accident se produisant sur de telles infrastructures est susceptible d’avoir des effets graves sur les biens, les personnes ou l'environnement, selon la nature du matériau transporté. Des dispositions d’urbanisme peuvent être préconisées en conséquence.

## Toponymie
Une forme ancienne est de Soellis en 1281.
L'étymologie est semblable à celle de Soyaux. Elle proviendrait du bas latin sutis, qui signifie « porcherie », et suffixe -ellum.

### Dialecte
La commune est dans la partie occitane de la Charente qui en occupe le tiers oriental, et le dialecte est limousin. Elle se nomme Suaus en occitan.

## Histoire
Des vestiges d'une villa gallo-romaine du Ier siècle situés au lieu-dit chez Michaud ont été découverts en 1962 et classés monument historique en 1973,. Ces vestiges ont été recouverts en 1985 et le pré a retrouvé sa vocation agricole.
L'ancienne voie romaine de Saintes à Lyon passait en effet à proximité, au sud de la vallée de la Bonnieure, à un kilomètre.
À la fin du XVIe siècle, Jean de Volvire, fils de Philippe de Volvire, baron de Ruffec, qui a joué un rôle important dans les guerres de religion du côté des catholiques en Angoumois, était seigneur de Brassac. Il a fait reconstruire le logis de Brassac en 1610.
Le château du Suaux fut construit en 1585 par le marquis de Chesse, ou par le chevalier Isaac de Saint-Georges selon une autre source.
Sous l'Ancien Régime, Suaux faisait partie avec les paroisses de Mazerolles, Cherves, Châtelars et Rouzède de la baronnie de Manteresse, qui a appartenu à Étienne Chérade, comte de Montbron et de Marthon.

## Administration
| Période                                  | Période  | Identité        | Étiquette | Qualité                 |
| ---------------------------------------- | -------- | --------------- | --------- | ----------------------- |
| avant 1988                               | ?        | Jean Dumas      |           |                         |
| 1995                                     | 2008     | Claude Rougier  | SE        |                         |
| 2008                                     | En cours | Olivier Périnet | SE        | Ingénieur informaticien |
| Les données manquantes sont à compléter. |          |                 |           |                         |

## Démographie

### Évolution démographique
L'évolution du nombre d'habitants est connue à travers les recensements de la population effectués dans la commune depuis 1793. Pour les communes de moins de 10 000 habitants, une enquête de recensement portant sur toute la population est réalisée tous les cinq ans, les populations de référence des années intermédiaires étant quant à elles estimées par interpolation ou extrapolation. Pour la commune, le premier recensement exhaustif entrant dans le cadre du nouveau dispositif a été réalisé en 2007.

En 2022, la commune comptait 380 habitants, en évolution de −5,24 % par rapport à 2016 (Charente : −0,48 %, France hors Mayotte : +2,11 %).
| 1793 | 1800 | 1806 | 1821 | 1831 | 1841 | 1846 | 1851 | 1856 |
| ---- | ---- | ---- | ---- | ---- | ---- | ---- | ---- | ---- |
| 891  | 771  | 783  | 884  | 900  | 845  | 905  | 968  | 870  |

| 1861 | 1866 | 1872 | 1876 | 1881 | 1886 | 1891 | 1896 | 1901 |
| ---- | ---- | ---- | ---- | ---- | ---- | ---- | ---- | ---- |
| 869  | 872  | 850  | 882  | 850  | 840  | 807  | 772  | 769  |

| 1906 | 1911 | 1921 | 1926 | 1931 | 1936 | 1946 | 1954 | 1962 |
| ---- | ---- | ---- | ---- | ---- | ---- | ---- | ---- | ---- |
| 733  | 714  | 609  | 564  | 540  | 519  | 522  | 512  | 509  |

| 1968 | 1975 | 1982 | 1990 | 1999 | 2006 | 2007 | 2012 | 2017 |
| ---- | ---- | ---- | ---- | ---- | ---- | ---- | ---- | ---- |
| 484  | 460  | 373  | 367  | 356  | 369  | 370  | 409  | 390  |

| 2022 | - | - | - | - | - | - | - | - |
| ---- | - | - | - | - | - | - | - | - |
| 380  | - | - | - | - | - | - | - | - |

### Pyramide des âges
En 2018, le taux de personnes d'un âge inférieur à 30 ans s'élève à 33,3 %, soit au-dessus de la moyenne départementale (30,2 %). À l'inverse, le taux de personnes d'âge supérieur à 60 ans est de 33,6 % la même année, alors qu'il est de 32,3 % au niveau départemental.
En 2018, la commune comptait 186 hommes pour 202 femmes, soit un taux de 52,06 % de femmes, légèrement supérieur au taux départemental (51,59 %).
Les pyramides des âges de la commune et du département s'établissent comme suit.
| Hommes | Classe d’âge | Femmes |
| ------ | ------------ | ------ |
| 2,2    | 90 ou +      | 3,5    |
| 7,6    | 75-89 ans    | 10,5   |
| 23,7   | 60-74 ans    | 19,8   |
| 12,9   | 45-59 ans    | 21,7   |
| 17,6   | 30-44 ans    | 13,7   |
| 17,6   | 15-29 ans    | 14,2   |
| 18,5   | 0-14 ans     | 16,6   |

| Hommes | Classe d’âge | Femmes |
| ------ | ------------ | ------ |
| 1      | 90 ou +      | 2,7    |
| 9,2    | 75-89 ans    | 12     |
| 20,6   | 60-74 ans    | 21,3   |
| 20,7   | 45-59 ans    | 20,3   |
| 16,8   | 30-44 ans    | 16     |
| 15,6   | 15-29 ans    | 13,4   |
| 16,1   | 0-14 ans     | 14,3   |

## Lieux et monuments
Le logis de Brassac fut construit par Jean de Volvire, seigneur de Brassac, vers 1610. Ce domaine passa en 1822 à la famille de James. Il fut un lieu de refuge pour la Résistance. Le logis n’est pas visible de la route et l’entrée du domaine est privée. La propriété possède un pigeonnier avec un toit à quatre pans recouvert de tuiles.
Du château de Suaux construit en 1585 il reste une partie où s'est installée la mairie depuis 1878 et une partie occupée par des logements. Du XVIe siècle restent une échauguette sur la mairie, un pigeonnier à 180 boulins, des fresques et une cheminée. Les fossés et le pont-levis ont disparu.

Le château
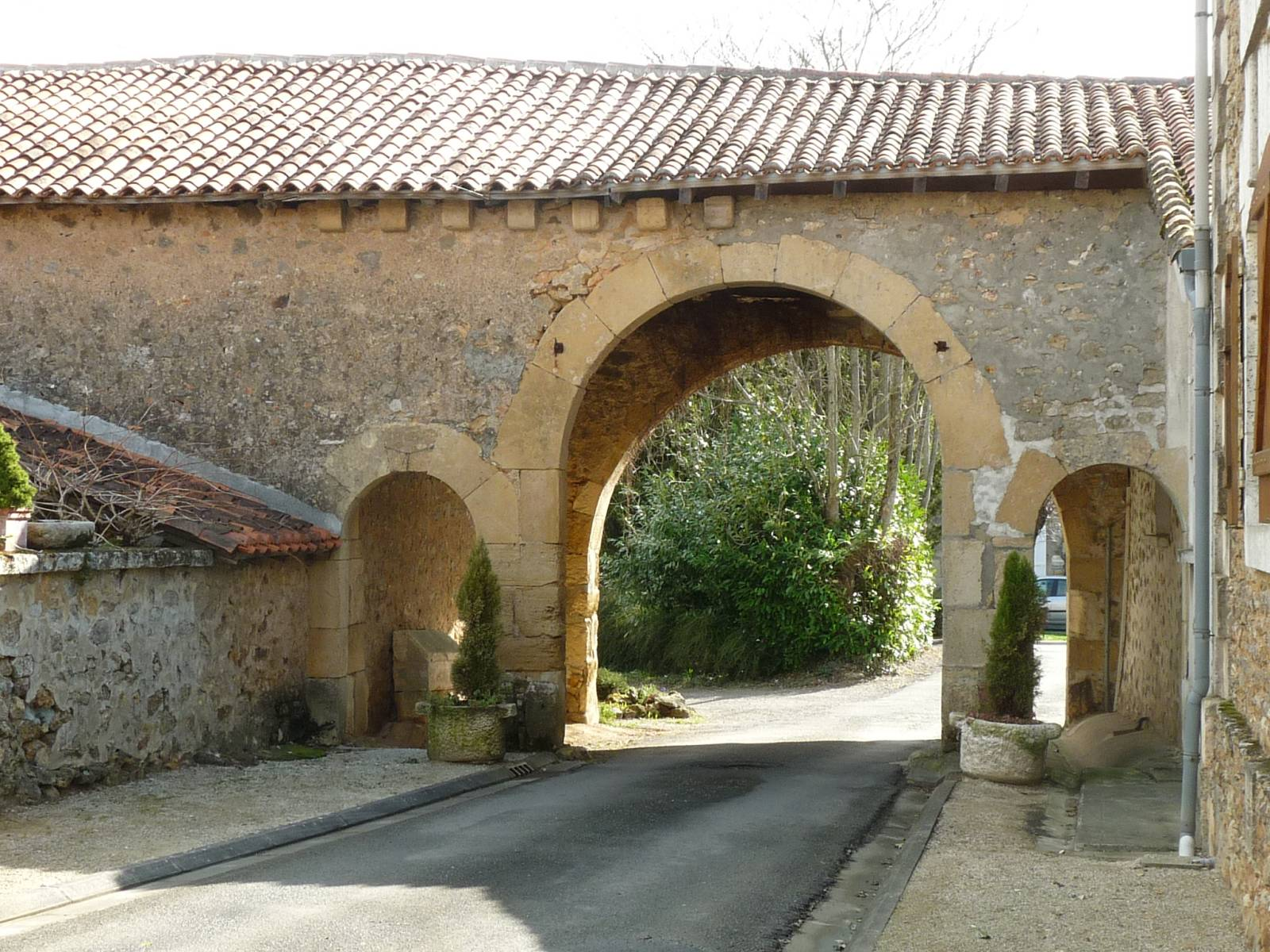
Le porche d'accès.
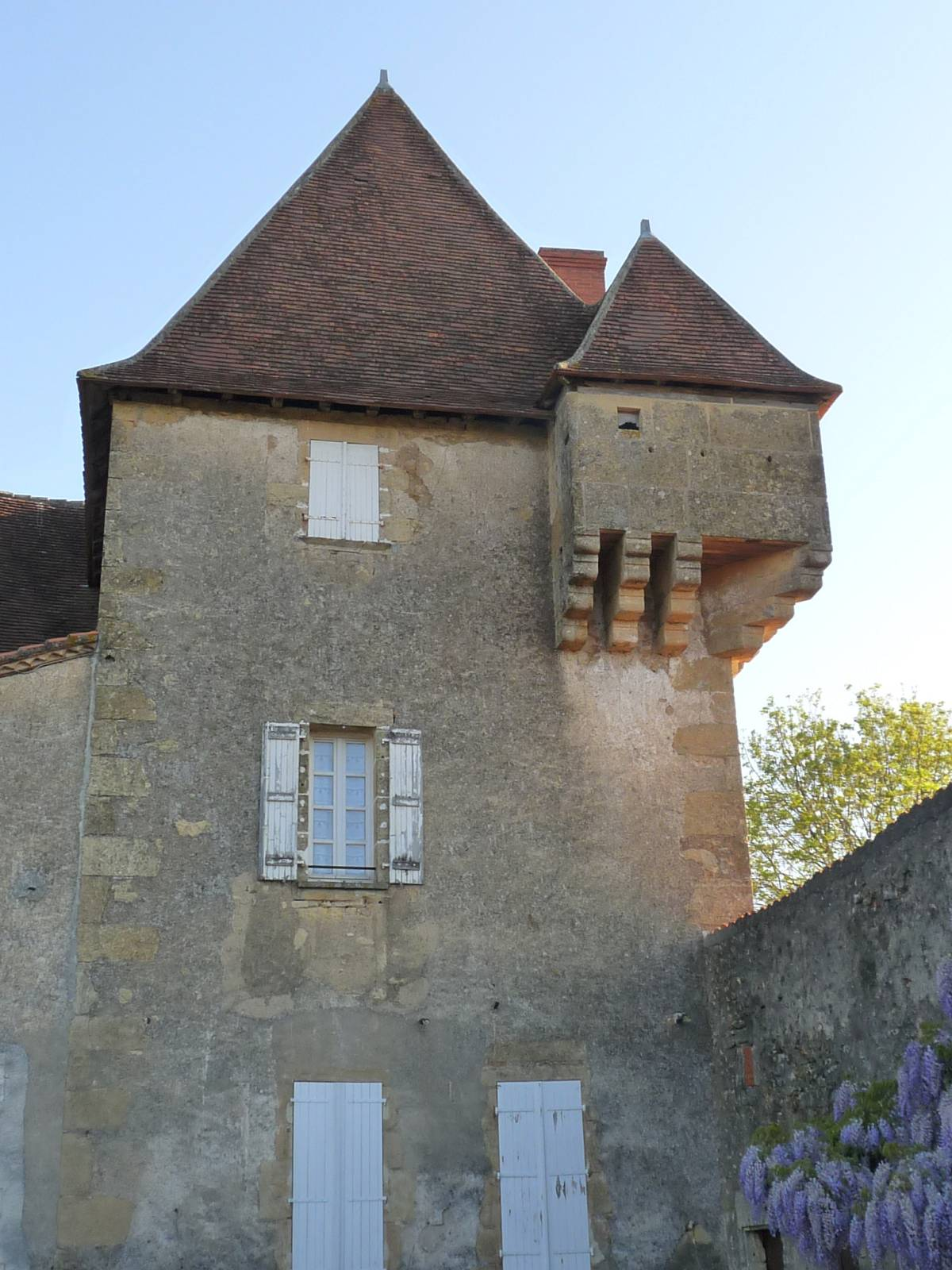
L'échauguette.
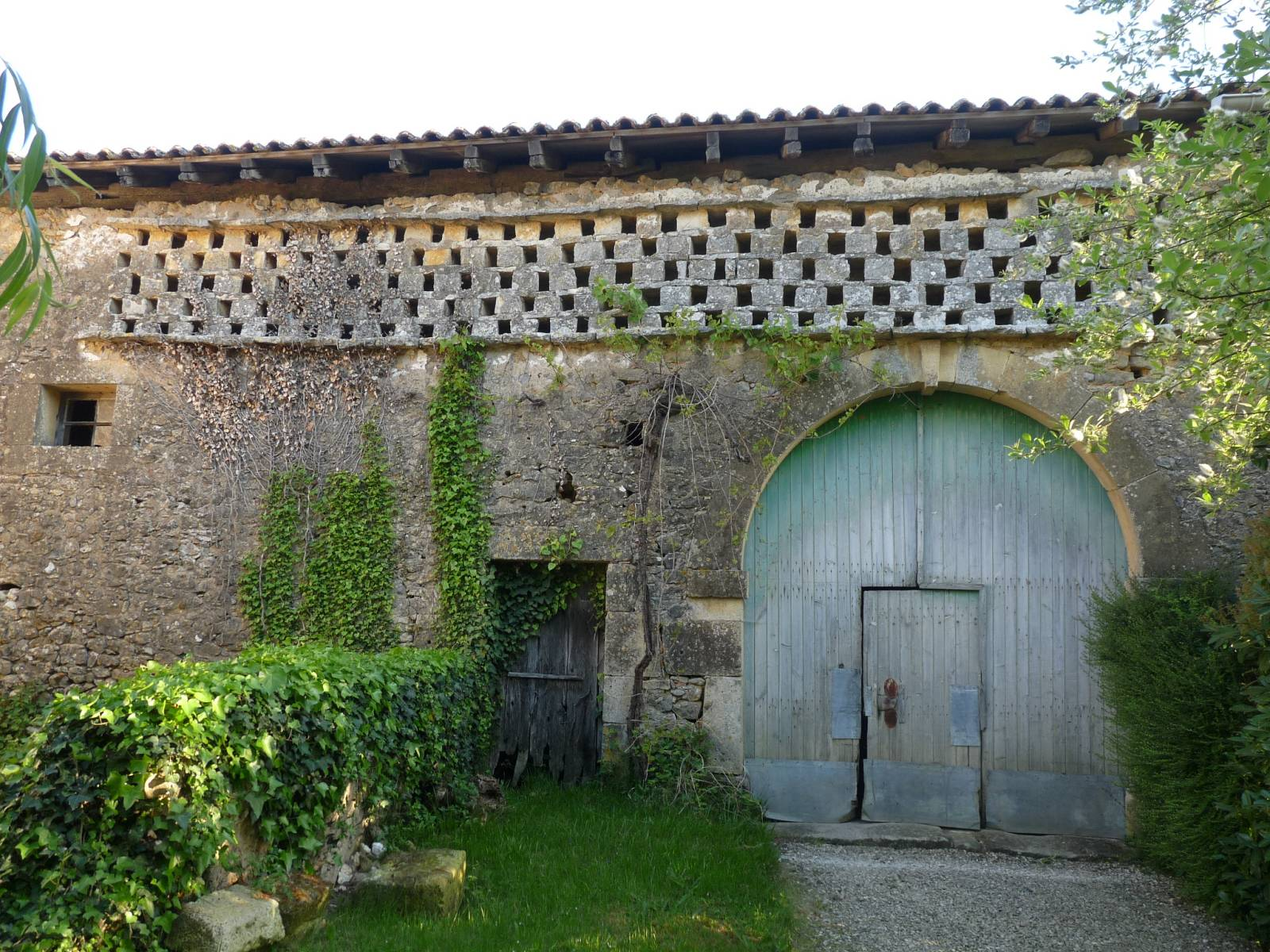
Ancien pigeonnier.

L'église Saint-Cybard qui daterait du XIIIe siècle a été restaurée et présente un chemin de croix, une tribune, une chaire, et des éclairages intérieurs.

## Galerie d'images

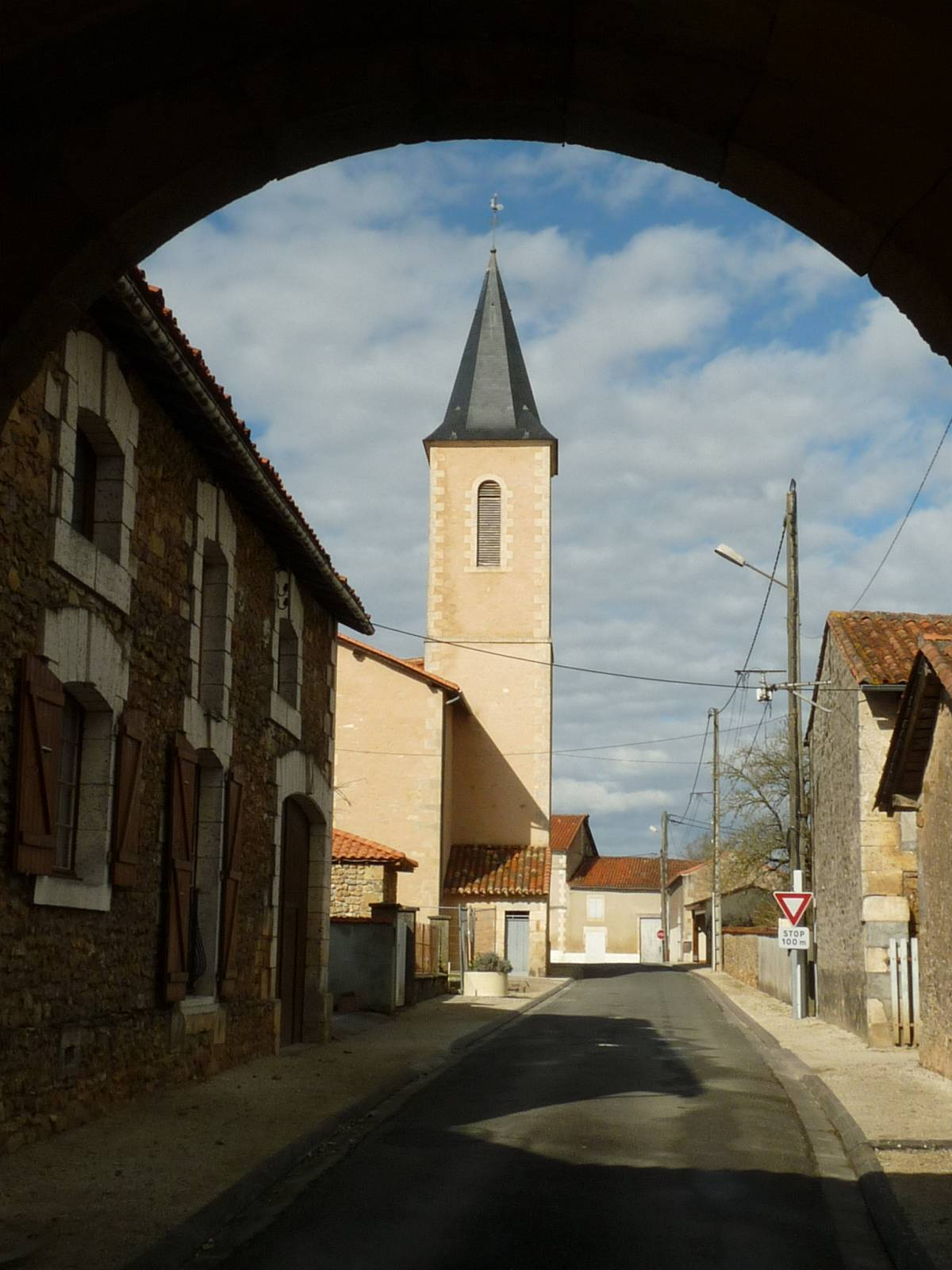
Rue de la mairie à l'église.
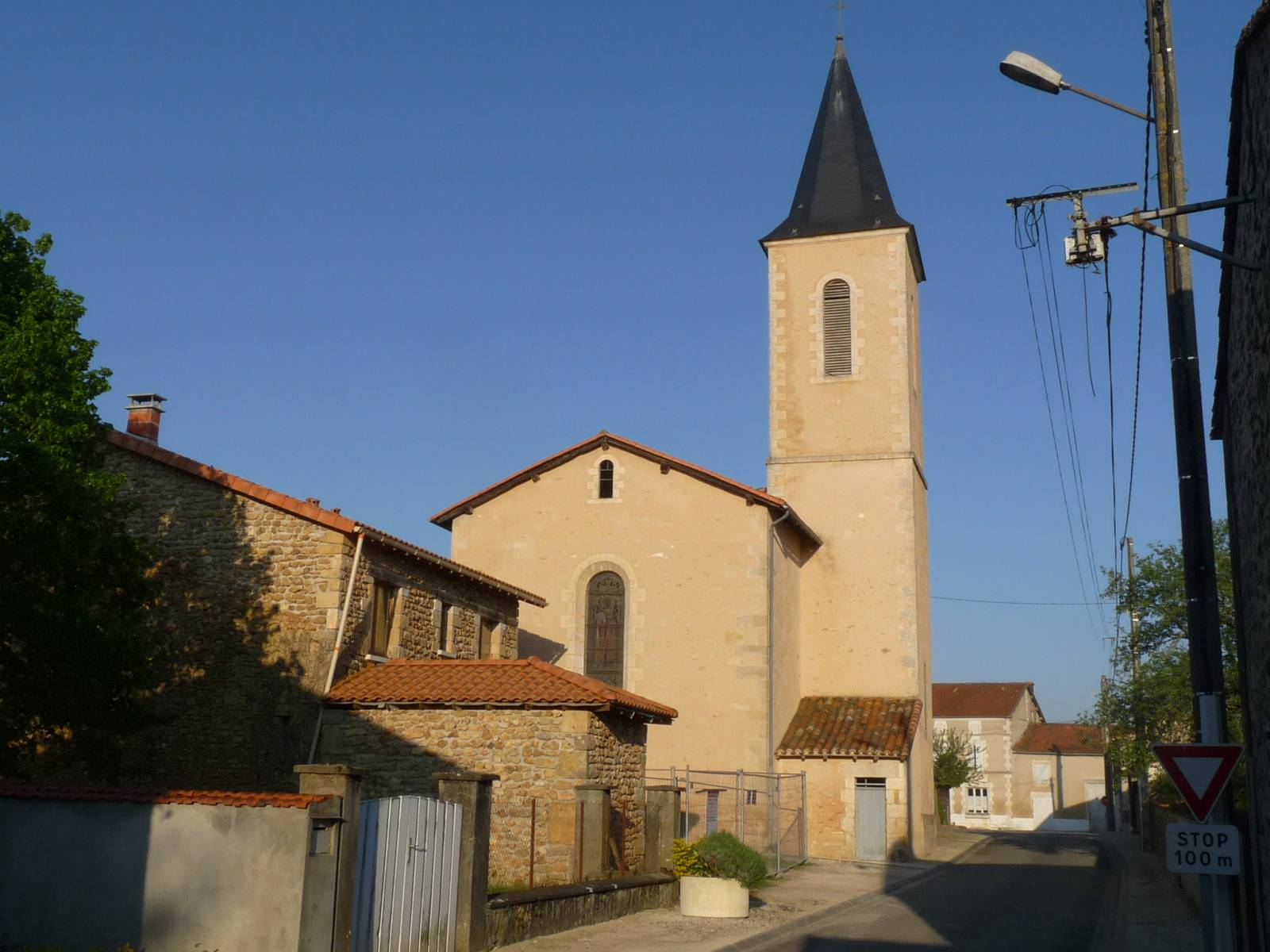
L'église.
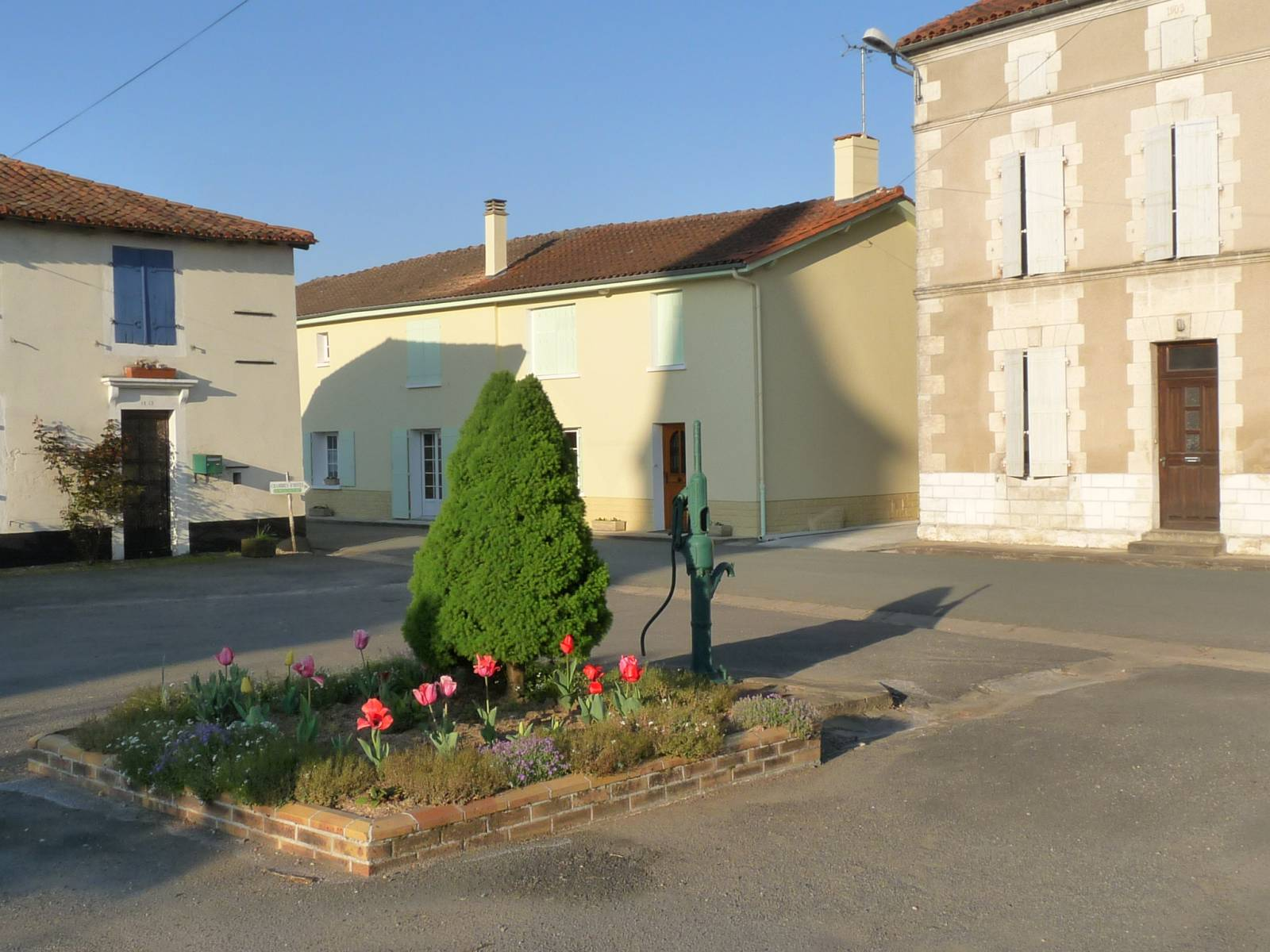
La place.

## Héraldique
| Blason | Blasonnement : D’argent au chevron de gueules accompagné de trois merlettes de sable, à la bordure d’or. Commentaires : Blason de Suaux. |